# Carmen Ramírez Boscán
Carmen Ramírez Boscán, ou Karmen, de son nom d'origine indigène Wayúnkerra Epinayú, née en 1982 à Maicao (La Guajira), est une femme politique colombienne, dirigeante indigène du peuple Wayuu et représentante depuis le 20 juillet 2022.
Militante féministe, écologiste et défenseure des droits de l'homme indigène, elle dénonce la violence des paramilitaires envers le peuple Wayuu. Elle est contrainte à l'exil en 2009 et s'installe en Suisse, elle dénonce internationalement la violence des paramilitaires et les conséquences des entreprises envers les indigènes à La Guajira.

## Biographie

### Engagement contre la violence des paramilitaires et féministe
Carmen Ramírez Boscán (ou Wayúnkerra Epinayú) est née en 1982 à Maicao. Dans les années 2000, tandis qu'elle étudie le graphisme à Bogota, son grand-père ainsi que son oncle et deux cousins sont tués par des groupes paramilitaires à La Guajira. 
Elle retourne à Maicao et cherche à obtenir justice et la vérité sur ces meurtres. En 2006, elle crée « Fuerza de Mujeres Wayúu », un mouvement social composé majoritairement de femmes dénonçant les exactions commises par les groupes paramilitaires. Cette implication des femmes au sein du mouvement s'explique par le matrilignage wayuu et s'insère dans un système d'alliance communautaires en cas de conflits, basé sur des principes de solidarité et de réciprocité avec d'autres familles s’insèrent dans des systèmes d’alliances qui, activés en cas de conflit, s’appuient sur des principes de solidarité et de réciprocité avec des familles Wayúu ou « alijuna » (non Wayúu).

### Écologiste pour la préservation des terres Wayúu et exil
En parallèle de son engagement contre la violence des paramilitaires, elle découvre l'intérêt économique et territoriale des multinationales pour les terres wayúu. À ce moment nait son engagement écologiste à La Guajira.
En 2007, elle écrit le livre « Desde el Desierto », elle raconte la violence subie par le peuple Wayuu et l'impact de l'exploitation minière sur la biodiversité sur ses terres.
Elle doit quitter le pays et s'exile en Suisse, à Berne en 2009, en raison de plusieurs menaces de morts pour son implication écologiste et contre les paramilitaires.

### Dénonciation internationale des entreprises et paramilitaires
Lors de son exil en Suisse, elle cofonde le site Lucify.ch pour autonomiser les femmes migrantes. Elle travaille également comme consultante pour l'Organisation internationale du travail, l'Institut des Nations unies pour la formation et la recherche et au Haut-Commissariat des Nations unies aux droits de l'homme à Genève.
En 2013, elle est invitée et prononce un discours lors du gala du 25e anniversaire du Fonds mondial pour les femmes, où elle est reconnue pour son travail avec les femmes autochtones d'Amérique latine. L'événement a eu lieu à San Francisco, aux États-Unis. 
La même année, elle débute son implication au sein de la Convention sur l'élimination de toutes les formes de discrimination à l'égard des femmes (CEDAW), avec la première publication d'un rapport sur les droits des femmes autochtones en Colombie en août 2013. Elle lance également les formations collaboratives « CEDAW Indigena », sur les femmes indigènes.
En 2017, son organisation Fuerza de Mujeres Wayuu a reçu le Prix national de défense des droits humains.

### Élection en tant que représentante
Elle est candidate aux élections législatives de 2022 dans la circonscription des Colombiens de l'étranger, investie par le parti Colombia Humana et le Pacte historique. À l'issue de l'élection, elle est élue avec 37 220 voix, battant le Centre démocratique.